# Seiji Arikawa
Seiji Arikawa (有川 清次), né le 17 décembre 1929 à la préfecture de Kagoshima et mort le 13 mai 2016, était un politicien japonais du Parti social-démocrate. Il a été membre de la Chambre des représentants dans la Diète (législature nationale) de 1990 à 1993. Il avait déjà siégé au conseil municipal de Kanoya en la préfecture de Kagoshima.